# Agathilla physothorax
Agathilla physothorax är en stekelart som beskrevs av David B. Wahl 1985. Agathilla physothorax ingår i släktet Agathilla och familjen brokparasitsteklar. Inga underarter finns listade i Catalogue of Life.